# 32730 Lamarr
32730 Lamarr este o planetă minoră (asteroid), cu un diametru de 3,064 km, din centura de asteroizi. A fost descoperită pe 4 septembrie 1951 la Observatorul Königstuhl de Karl Wilhelm Reinmuth și a fost numită după Hedy Lamarr. 
Obiectul prezintă o orbită caracterizată de o semiaxă mare de 2,2129821 UAi, o excentricitate de 0,21, o înclinație de 5,74717 ° în raport cu ecliptica.